# Erich von Gündell

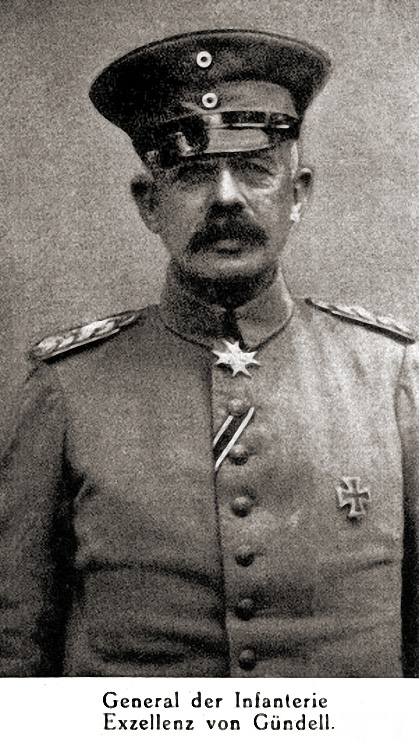
Erich von Gündell

Erich Gustav Wilhelm Theodor Gündell, seit 1901 von Gündell (* 13. April 1854 in Goslar; † 23. Dezember 1924 in Göttingen) war ein preußischer General der Infanterie im Ersten Weltkrieg.

## Leben

### Herkunft
Erich war das einzige Kind des preußischen Oberstleutnants Adolph Gündell (1820–1898) und dessen erster Ehefrau Aeone, geborene von Quistorp (1826–1854).

### Militärkarriere
Gündell trat am 1. April 1873 als Fahnenjunker in das 5. Thüringische Infanterie-Regiment Nr. 94 der Preußischen Armee ein und wurde am 15. November 1873 zum Fähnrich ernannt sowie am 15. Oktober 1874 zum Sekondeleutnant befördert. Als solcher war er vom 5. November 1876 bis 31. Mai 1881 Adjutant des I. Bataillons. Zur weiteren Ausbildung kommandierte man Gündell vom 1. Oktober 1881 bis 21. Juli 1884 an die Kriegsakademie und beförderte ihn zwischenzeitlich am 17. Oktober 1883 zum Premierleutnant. In den folgenden Jahren versah er seinen Dienst in seinem Stammregiment und wurde dann am 1. April 1887 in den Großen Generalstab kommandiert sowie mit seiner Beförderung zum Hauptmann am 22. März 1888 hierher versetzt. Es folgten dann immer wieder Verwendungen im Truppen- und Stabsdienst, bis Gündell schließlich am 9. Juli 1900 als Oberstleutnant zum Chef des Generalstabs des Ostasiatischen Expeditionskorps ernannt wurde.
Für seine Verdienste war Gündell am 28. November 1901 durch Wilhelm II. in den erblichen preußischen Adelsstand erhoben worden.
Nach Auflösung des Korps wurde er zunächst wieder in den Großen Generalstab versetzt und am 5. November 1901 zum Stab des I. Armee-Korps kommandiert. Kurz darauf folgte am 14. November 1901 seine Ernennung zum Chef des Generalstabes. In dieser Funktion wurde Gündell am 22. April 1902 zum Oberst befördert und dann am 24. April 1904 zum Kommandeur des Infanterie-Regiments „Prinz Louis Ferdinand von Preußen“ (2. Magdeburgisches) Nr. 27 in Halberstadt ernannt. Am 22. Februar 1906 erhielt Gündell den Rang als Brigadekommandeur und wurde als Oberquartiermeister im Großen Generalstab mit der Wahrnehmung der Geschäfte beauftragt. Mit seiner Beförderung zum Generalmajor am 14. Juni 1906 folgte auch seine Ernennung zu diesem Posten. Auf der 2. Haager Friedenskonferenz fungierte Gündell 1907 als militärischer Delegierter. Neben seiner Tätigkeit im Großen Generalstab war er ab 26. September 1908 auch Mitglied der Studienkommission der Kriegsakademie.
Als Generalleutnant wechselte Gündell am 27. Oktober 1910 wieder in den Truppendienst über und wurde Kommandeur der 20. Division in Hannover. Das Kommando übergab er nach drei Jahren an seinen Nachfolger Alwin Schmundt und wurde dann Direktor der Kriegsakademie in Berlin. Noch im selben Jahr reichte Gündell sein Abschiedsgesuch ein und wurde unter Verleihung des Charakters als General der Infanterie am 4. September 1913 zur Disposition gestellt.
Mit Ausbruch des Ersten Weltkriegs wurde Gündell wieder verwendet und zum Kommandierenden General des V. Reserve-Korps ernannt. Mit dem Korps kämpfte er im Verband mit der 5. Armee in der Schlacht bei Longwy und beteiligte sich dann nach weiteren Gefechten an der Einschließung von Verdun. Gündell erhielt am 2. September 1914 das Patent zu seinem Dienstgrad. Erst im Februar 1916 ging er mit seinem Korps aus dem Stellungskrieg in der Schlacht um Verdun zum Angriff über. Während der Kämpfe um das Dorf und das Fort Vaux erlitt sein Großverband schwere Verluste und musste schließlich Mitte Juni aus der Front gezogen werden. Es wurde dann zur Erholung und Auffrischung in die Champagne verlegt. Dort wurde Gündell in Anerkennung seiner Leistungen während der Kämpfe vor Verdun am 28. August 1916 mit dem Orden Pour le Mérite ausgezeichnet. Am 3. September 1916 wurde er zum Oberbefehlshaber der Armeeabteilung B im Oberelsass ernannt. Diese Stellung hatte Gündell bis zum Kriegsende inne. Gleichzeitig war er seit Oktober 1918 im Großen Hauptquartier in Spa Vorsitzender der Waffenstillstandskommission der Obersten Heeresleitung. Die Verhandlungsleitung gegenüber der Feindseite wurde jedoch einem Zivilisten, dem Zentrumspolitiker und Staatssekretär Matthias Erzberger, übertragen.
Nach dem Waffenstillstand von Compiègne und der Demobilisierung wurde Gündells Mobilmachungsbestimmung am 23. Dezember 1918 aufgehoben.

### Philosoph
Erich von Gündell studierte Philosophie bei Edmund Husserl, der ihn als „bedeutende Intelligenz“ schätzte. Nach Ende des Ersten Weltkrieges promovierte Gündell 1922 bei Georg Misch über Neuzeitliche Klassifikationen der philosophischen Systeme.

### Familie

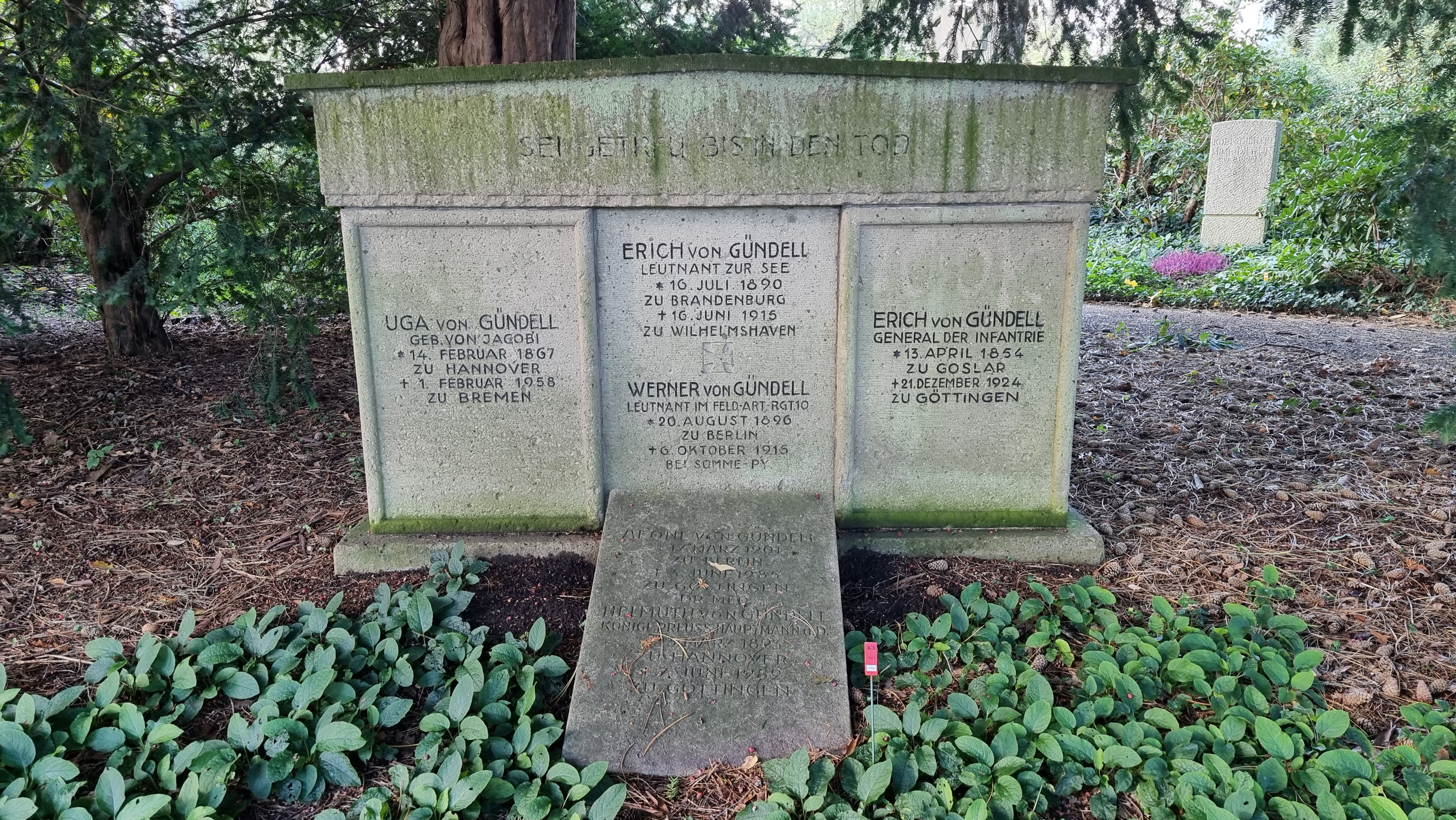
Denkmalgeschütztes Familiengrab auf dem Stadtfriedhof Stöcken in Hannover

Verheiratet war Gündell mit Auguste von Jacobi (1867–1958), der Tochter des Oberstleutnants Bernhard von Jacobi. Aus dieser Ehe gingen sechs Kinder hervor, darunter der Mediziner und Oberstabsarzt bei der 22. Infanterie-Division Helmuth von Gündell (1893–1989).

## Auszeichnungen
- Roter Adlerorden II. Klasse mit dem Stern, Eichenlaub und Schwertern am Ringe[4]
- Kronenorden I. Klasse[4]
- Preußisches Dienstauszeichnungskreuz[4]
- Komtur I. Klasse des Ordens vom Zähringer Löwen[4]
- Bayerischer Militärverdienstorden II. Klasse mit Stern[4]
- Orden Heinrichs des Löwen I. Klasse[4]
- Offizier des Albrechts-Ordens[4]
- Ritterkreuz II. Klasse des Ordens vom Weißen Falken[4]
- Ehrenkreuz des Ordens der Württembergischen Krone mit Schwertern[4]
- Orden vom Doppelten Drachen Zweiter Grad I. Klasse[4]
- Komtur des Ordens der Aufgehenden Sonne[4]
- Komtur des Ordens der Heiligen Mauritius und Lazarus[4]
- Großkreuz des Franz-Joseph-Ordens[4]
- Russischer Orden der Heiligen Anna II. Klasse[4]
- Eisernes Kreuz (1914) II. und I. Klasse